# Auxange
Auxange település Franciaországban, Jura megyében. Lakosainak száma 200 fő (2022. január 1.). Auxange Sermange, Gendrey, Lavans-lès-Dole és Malange községekkel határos.

## Népesség
A település népességének változása:
| Lakosok száma | 107  | 101  | 123  | 161  | 200  | 201  | 201  | 201  | 201  | 200  |
|               | 1968 | 1982 | 1990 | 2006 | 2013 | 2015 | 2017 | 2019 | 2020 | 2022 |